# Erwin Neutzsky-Wulff
Erwin Neutzsky-Wulff  (24 de noviembre de 1949) es un escritor danés adscrito a los géneros de la ciencia ficción, fantasía, horror y divulgación científica. Es medio hermano de Vita Andersen e hijo Aage Neutzsky-Wulff (1891-1967); además, su madre fue Trolli Neutzsky-Wulff (n. 1908), conocida por escribir poesía y ficción.
Realizó estudios inconclusos de filosofía en la Universidad de Copenhague. Fue editor de Weekend Sex por un breve periodo a principios de la década de 1970, donde también escribió historias cortas; además, publicó varios relatos en la revista de cómics GRU.
Neutzsky-Wulff es considerado por algunos como el nuevo Søren Kierkegaard —un filósofo existencialista danés—. Ha escrito varios libros de ficción y no ficción sobre temas tan diversos como la historia, la filosofía, la cognición, la religión, psíquica, la psicología y el horror. También tiene experiencia en programación, habiendo escrito varios libros sobre informática en la década de 1980.

## Obras

### Novelas
- Anno Domini (1975 y 2000).
- Gud (1976 y 1995).
- Menneske (1982).
- Faust (1989).
- Verden (1994).
- Døden (1996).
- UFO (1999).
- 2000 (2000).
- Rum(2001).
- Hjernen (2007).
- Adam Hart (2007).
- Menneskets afvikling (2009).
- Biblen (2012).

### Otras
- Dialog om det enogtyvende århundredes to vigtigste verdenssystemer (1971 y 1972)
- Adam Harts opdagelser (1972 y 2003)
- Victor Janis & Søn  (1976)
- Adam Hart og sjælemaskinen (1977)
- Den 33. marts (1977)
- Indsigtens sted  (1980)
- Ulvens arv og andre noveller  (1984)
- Mikrodatamaten, programmering og anvendelse en bog om ZX81 BASIC (1984)
- Okkultisme  (1985)
- Programmering med COMMODORE BASIC (1985)
- Amstrad BASIC (1985)
- Magi (1986)
- Comal 80 og Piccoline (1986)
- Postscript-programmering  (1990)
- Skrækkens ABC  (1992)
- Havet (1996)
- Abattoir (2003)
- The Supernatural (2004)